# Ekpeye
Die Ekpeye-Sprache (ISO 639-3: ekp; Ekpabya, Ekkpahia, Ekpaffia) ist eine igboide Einzelsprache, die von etwa 30.000 Personen aus dem Volk der Ekpeye im südnigerianischen Bundesstaat Rivers gesprochen wird.
Ekpeye ist verwandt mit dem Igbo und hat mehrere Dialekte: ako, upata, ubye und igbuduya.